# سان إيزيدور، مونتيريجي (كيبك)
سان إيزيدور (بالفرنسية: Saint-Isidore)‏ هي بلدية أبرشية في بلدية مقاطعة روسيون الإقليمية في منطقة مونتيريجي الإدارية في كيبك، كندا. كان عدد السكان اعتبارًا من تعداد كندا 2011 هو 2،581. إنها مسقط رأس بطل فنون القتال المختلطة جورج سانت بيير.

## التركيبة السكانية
في التعداد السكاني لعام 2021 الذي أجرته هيئة الإحصاء الكندية، بلغ عدد سكان سانت إيزيدور 2،769 نسمة يعيشون في 1،072 من إجمالي مساكنها الخاصة البالغ عددها 1،094، وهو تغيير بنسبة 6.2% عن عدد سكانها لعام 2016 البالغ 2،608. تبلغ مساحتها 52.29 كـم2 (20.19 ميل2)، وبلغت الكثافة السكانية 53٫0/كم2 (137٫2/ميل2) في عام 2021.

## المشاهير
- جورج سانت بيير، مقاتل فنون قتالية مختلطة